# Konstytucja 3 Maja 1791 roku
Konstytucja 3 Maja 1791 roku – obraz Jana Matejki powstawał od stycznia do października 1891. W maju prace nad nim były jednak tak zaawansowane, iż możliwe było pokazanie płótna na jubileuszowej wystawie w Sukiennicach z okazji 100. rocznicy uchwalenia konstytucji.
Przez cały okres II wojny światowej obraz był ukrywany przed okupantem niemieckim we wsi Chotomów. Został tam umieszczony we wrześniu 1939 przez Stanisława Gładysza, pracownika Galerii „Zachęta”, późniejszego żołnierza Armii Krajowej.
Obraz ma wymiary 247 × 446 cm. Znajduje się w zbiorach Zamku Królewskiego w Warszawie.

## Postacie historyczne oraz tematyka obrazu

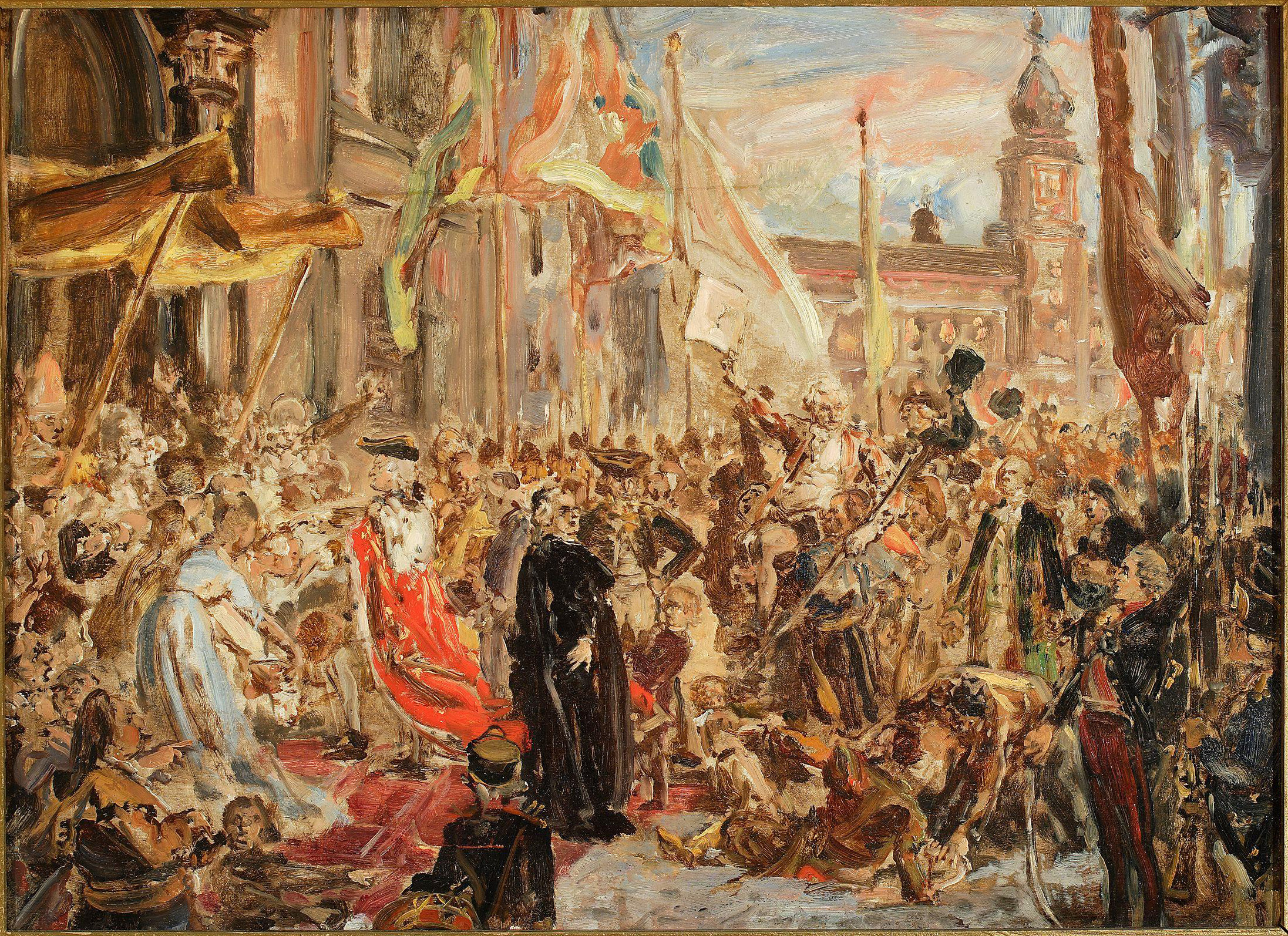
Olejny szkic do obrazu, 1890, Muzeum Narodowe w Warszawie

Płótno przedstawia pochód posłów z Zamku Królewskiego do kolegiaty św. Jana w celu ponownego zaprzysiężenia wraz z królem tekstu konstytucji uchwalonej 3 maja 1791 przez Sejm Czteroletni (1788–1792). Pochód podąża ulicą Świętojańską wśród rozentuzjazmowanego tłumu mieszkańców Warszawy. Przejście ochraniają żołnierze prezentujący broń. W głębi, u wylotu ulicy Świętojańskiej na plac Zamkowy, widoczny jest fragment fasady Zamku Królewskiego z Wieżą Zygmuntowską (Zegarową).
Centralną postacią obrazu jest marszałek Sejmu Wielkiego Stanisław Małachowski, w lewej ręce trzyma symbol swojej władzy laskę marszałkowską, a w prawej w triumfalnym geście unosi tekst Konstytucji 3 Maja. Marszałka niosą posłowie: ziemi krakowskiej Aleksander Linowski i ziemi poznańskiej Ignacy Wyssogota Zakrzewski. Wybór nie był przypadkowy, obaj panowie reprezentują dwie najważniejsze ziemie Korony: Małopolskę i Wielkopolskę. Pod prawą ręką marszałka widoczna jest postać trzymająca sztandar z rysów twarzy przypominająca Tadeusza Kościuszkę z bandażem na głowie, może to sugerować późniejsze odniesienie ran głowy w bitwie pod Maciejowicami (1794).
Po schodach do kolegiaty św. Jana wchodzi król Stanisław August Poniatowski, na ramionach ma założony płaszcz koronacyjny, w którym jednak wówczas nie występował. Z wieńcem laurowym pod baldachimem Matejko namalował księżnę kurlandzką Dorotę Biron, tuż za nią stoi Elżbieta Grabowska – metresa króla, matka jego dzieci. Kłaniając się przy drzwiach kościoła wita króla prezydent Warszawy Jan Dekert z córką Marianną (w żółtej sukni tyłem do widza). Dekert już wtedy nie żył, ale Matejko namalował go w tej scenie celowo, aby ukazać rolę mieszczaństwa oraz przyjęcie przez Sejm Wielki w kwietniu 1791 Prawa o miastach.

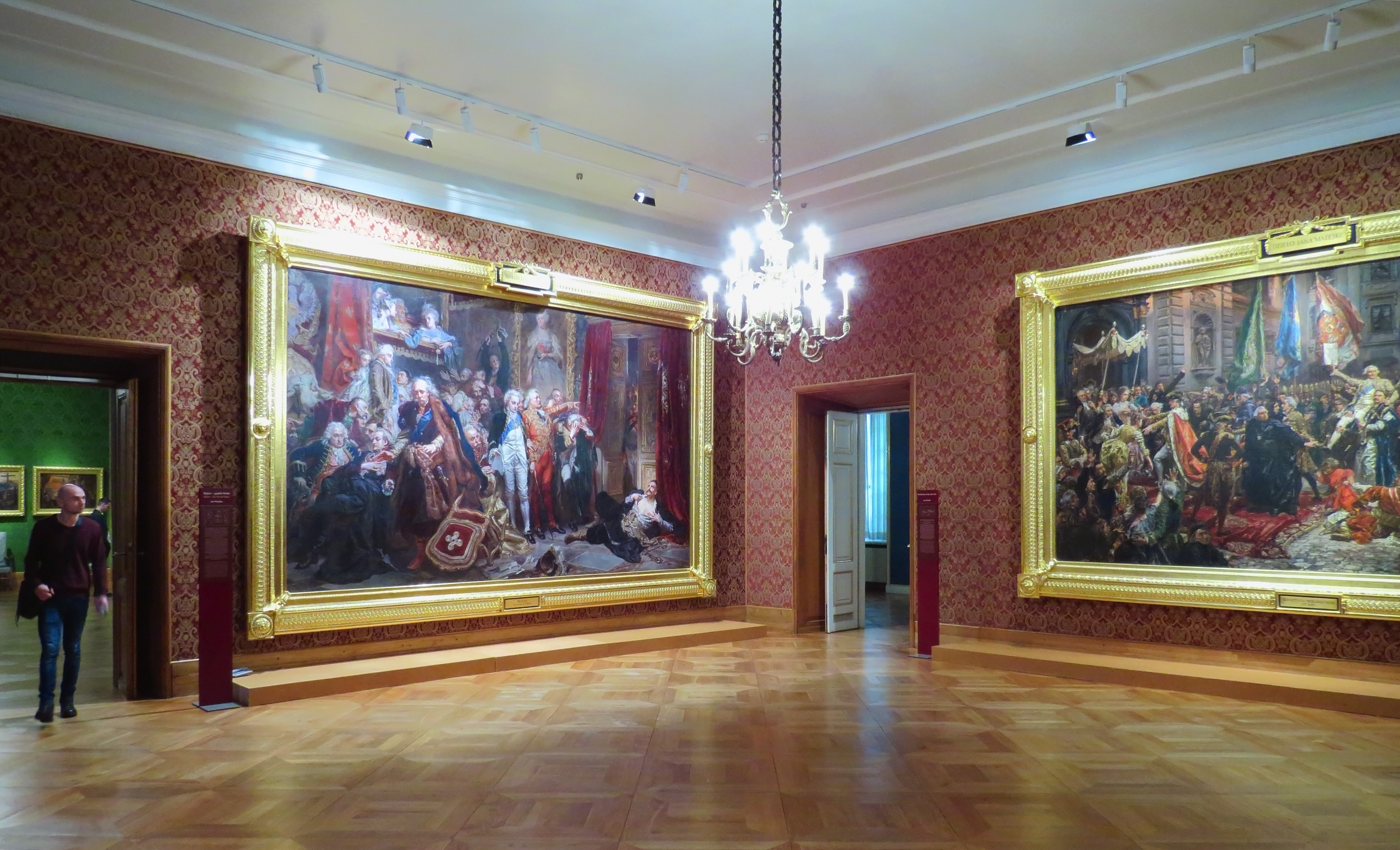
Rejtan i Konstytucja 3 Maja 1791 roku na Zamku Królewskim w Warszawie (2017)

Pośrodku obrazu przedstawiona jest scena, która w rzeczywistości rozegrała się na Zamku Królewskim, poseł ziemi kaliskiej Jan Suchorzewski przeciwny konstytucji i reformom próbuje zabić nożem swojego synka, chłopczyk wyrywa się ojcu, a za rękę z nożem łapie Stanisław Kublicki, poseł inflancki, jeden z najaktywniejszych działaczy stronnictwa proreformatorskiego w Sejmie. Z kieszeni Suchorzewskiego wysypała się talia kart – aluzja do sposobu przekupienia go przez rosyjskiego ambasadora Stackelberga i przez Branickiego. Poseł kaliski, chociaż nie był dobrym graczem, nieoczekiwanie zaczął wygrywać wielkie sumy, przy jednoczesnej energicznej akcji werbunkowej partnerów od stolika.
Drugą postacią niesioną na ramionach przez posłów jest Kazimierz Nestor Sapieha marszałek konfederacji litewskiej, drugi marszałek Sejmu Wielkiego. Za Sapiehą Matejko namalował Andrzeja Hieronima Zamoyskiego, autora kodyfikacji prawa Rzeczypospolitej, obejmującego wychowawcę swoich dzieci oraz obrońcę sprawy chłopskiej Stanisława Staszica.
Na koniu w mundurze szwoleżera, żołnierza lekkiej kawalerii w Księstwie Warszawskim, namalowany został królewski bratanek książę Józef Poniatowski. W 1791 książę był dowódcą stołecznego garnizonu. Centralnie Matejko umieścił jeszcze dwie ważne dla powstania konstytucji postacie: w stroju kapłana Hugona Kołłątaja oraz za nim marszałka wielkiego litewskiego Ignacego Potockiego.

### Lista postaci historycznych

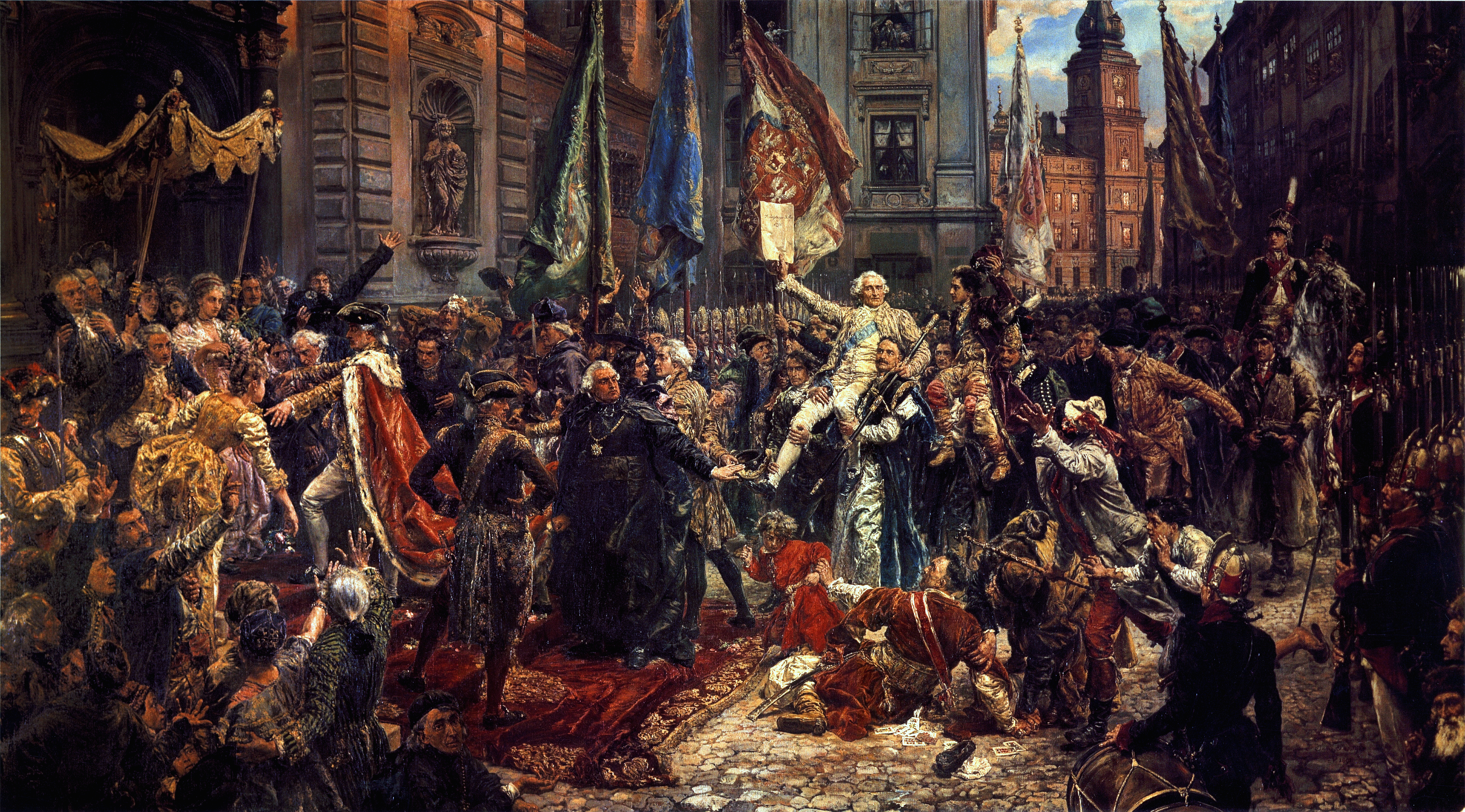

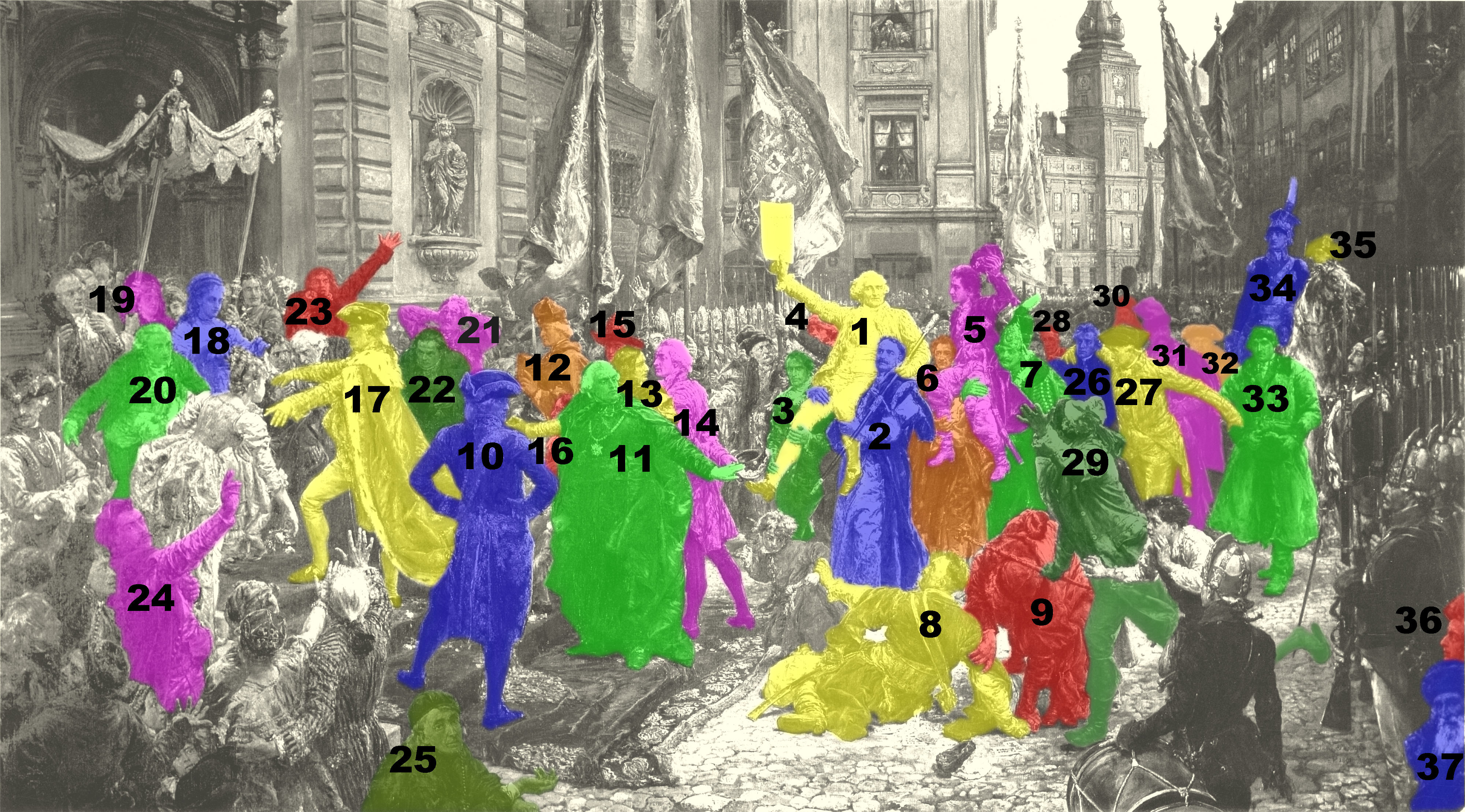

1. Stanisław Małachowski (1736–1809), marszałek Sejmu Wielkiego
2. Aleksander Linowski (ok. 1759–1820), poseł na Sejm Wielki, zwolennik konstytucji
3. Ignacy Wyssogota Zakrzewski (1745–1802), poseł na Sejm Wielki, zwolennik konstytucji
4. Tadeusz Kościuszko (1746–1817), generał wojsk koronnych
5. Kazimierz Nestor Sapieha (1757–1798), marszałek Sejmu Wielkiego
6. Julian Ursyn Niemcewicz (1757–1841), poseł na Sejm Wielki, współautor konstytucji
7. Michał Zabiełło (1760–1815), poseł na Sejm Wielki, zwolennik konstytucji
8. Jan Suchorzewski (zm. 1804 lub 1809), poseł na Sejm Wielki, przeciwnik konstytucji
9. Stanisław Kublicki (1750–1809), poseł na Sejm Wielki, zwolennik konstytucji
10. Franciszek Ksawery Branicki (ok. 1730–1819), hetman wielki koronny, przeciwnik konstytucji
11. Hugo Kołłątaj (1750–1812), podkanclerzy koronny, współautor konstytucji
12. Feliks Turski (1720–1800), biskup krakowski (lub Tymoteusz Gorzeński, biskup smoleński)
13. Ignacy Potocki (1750–1809), marszałek wielki litewski, współautor konstytucji
14. Adam Kazimierz Czartoryski (1734–1823), starosta generalny ziem podolskich, zwolennik konstytucji
15. Scipione Piattoli (1749–1809), sekretarz prywatny królewski, współautor konstytucji
16. Tadeusz Matuszewicz (1765–1819), poseł na Sejm Wielki, współautor konstytucji
17. Stanisław August Poniatowski (1732–1798), król Polski i Wielki Książę Litewski, współautor konstytucji
18. Anna Charlotta Dorota von Medem (1761–1821), księżna kurlandzka (lub Róża z Martynkowskich Dekertowa)
19. Elżbieta z Szydłowskich Grabowska (1748/9–1810), metresa królewska
20. Jan Dekert (1738–1790), prezydent miasta Warszawy
21. Antoni Stanisław Czetwertyński-Światopełk (1748–1794), przeciwnik konstytucji
22. Antoni Polikarp Złotnicki (ok. 1750–1830), poseł na Sejm Wielki, przeciwnik konstytucji
23. Francuski rojalista
24. Jan Kiliński (1760–1819), mistrz szewski
25. Klemens Maria Hofbauer (1751–1820), ksiądz redemptorysta
26. Stanisław Staszic (1755–1826), ksiądz, działacz oświeceniowy
27. Andrzej Hieronim Zamoyski (1716–1792), były wojewoda inowrocławski, autor Kodeksu Zamoyskiego
28. Tymoteusz Gorzeński (1743–1825), biskup smoleński
29. Kazimierz Konopka (1769–1805), sekretarz Hugona Kołłątaja
30. Ksiądz prawosławny
31. Paweł Ksawery Brzostowski (1739–1827), ksiądz (lub Józef Stępkowski)
32. Antoni Tyzenhauz (1733–1785), były zarządca litewskich ekonomii królewskich
33. Chłop
34. Józef Poniatowski (1763–1813), generał wojsk koronnych
35. Stanisław Mokronowski (1761–1821), poseł na Sejm Wielki
36. Młody Żyd
37. Stary Żyd